# Котегово
Коте́гово (рос. Котегово) — присілок в Балезінському районі Удмуртії, Росія.

## Населення
Населення — 271 особа (2010; 338 в 2002).
Національний склад станом на 2002 рік:
- удмурти — 98 %